# You Shouldn't-Nuf Bit Fish

You Shouldn't-Nuf Bit Fish est le deuxième album de George Clinton sorti chez Capitol Records en 1983.

## Liste des morceaux
1. Nubian Nut
2. Quicky
3. Last Dance
4. Silly Millameter
5. Stingy
6. You Shouldn't-Nuff Bit Fish